# Соколовський Михайло Володимирович
Михайло Володимирович Соколовський (нар. 4 вересня 1984, Житомир, Українська РСР, СРСР) — український футзаліст, виступав на позиції воротаря. Як футболіст виступав переважно на аматорському рівні. Головний тренер футзального клубу «ІнБев» (Житомир).

## Кар'єра футболіста
З вересня 1991 по червень 2001 року займався футболом у СДЮСШОР міста Житомир. За «Полісся» дебютував 29 травня 2001 року в переможному (6:1) домашньому поєдинку 26-го туру групи А Другої ліги проти комарненського «Газовика». Михайло вийшов на поле на 81-й хвилині, замінивши Сергія Поліщука. У Другій половині сезону 2000/01 років провів два поєдинки, в обох випадках виходячи на поле в кінцівці матчу. Потім залишив великий футбол та перейшов у футзал. У період з 2010 по 2019 рік (з перервами) грав у чемпіонаті Житомирської області за «Легіон» (Житомир), «Авангард» (Новоград-Волинський), «Керамік» (Баранівка) та «Арсенал-ДЛГ» (Овруч).

## Кар'єра футзаліста та тренера
З 2002 року виступав на професіональному рівні у футзалі. Відіграв по одному сезоні в житомирському «Фавориті-Орті» та франківському «Урагані». У 2004-2005 роках виступав за луганський ЛТК-2, а з наступного сезону — за першу команду. 10 грудня 2007 року був виставлений на трансфер і другу половину сезону 2007/08 років провів у житомирському «Контингенті». На початку сезону 2009/10 року виїхав до Білорусі, де зіграв 10 матчів за місцевий колектив «Жлобін». Потім повернувся до України. З 2012 по 2013 рік виступав за «Київ-НПУ». З 2015 по 2019 рік захищав ворота клубу «ІнБев-НПУ» (Київ/Житомир). З 2019 року перейшов на посаду головного тренера вище вказаного клубу, який змінив назву на «ІнБев» (Житомир).